# ISO 3166-2:GH
ISO 3166-2:GH es la entrada para Ghana en ISO 3166-2, parte de los códigos de normalización ISO 3166 publicados por la Organización Internacional de Normalización (ISO), que define los códigos para los nombres de las principales subdivisiones (p.ej., provincias o estados) de todos los países codificados en ISO 3166-1.
En la actualidad, para Ghana los códigos ISO 3166-2 se definen para 16 regiones.
Cada código consta de dos partes, separadas por un guion. La primera parte es GH, el código ISO 3166-1 alfa-2 para Ghana. La segunda parte tiene dos letras. 

## Códigos actuales
Los nombres de las subdivisiones se ordenan según el estándar ISO 3166-2 publicado por la Agencia de Mantenimiento ISO 3166 (ISO 3166/MA).
Pulsa sobre el botón en la cabecera para ordenar cada columna.
| Código | Nombre de la subdivisión (en) | Nombre de la subdivisión (es) |
| ------ | ----------------------------- | ----------------------------- |
| GH-AF  | Ahafo                         | Ahafo                         |
| GH-AH  | Ashanti                       | Ashanti                       |
| GH-BO  | Bono                          | Bono                          |
| GH-BE  | Bono East                     | Bono Oriental                 |
| GH-CP  | Central                       | Central                       |
| GH-EP  | Eastern                       | Oriental                      |
| GH-AA  | Greater Accra                 | Gran Acra                     |
| GH-NE  | North East                    | Norte Oriental                |
| GH-NP  | Northern                      | Septentrional                 |
| GH-OT  | Oti                           | Oti                           |
| GH-SV  | Savannah                      | Sabana                        |
| GH-UE  | Upper East                    | Alta Oriental                 |
| GH-UW  | Upper West                    | Alta Occidental               |
| GH-TV  | Volta                         | Volta                         |
| GH-WP  | Western                       | Occidental                    |
| GH-WN  | Western North                 | Norte Occidental              |

## Códigos anteriores
| Code  | Nombre de la subdivisión |
| ----- | ------------------------ |
| GH-BA | Brong-Ahafo              |

## Cambios
Los siguientes cambios a la entrada figuran en el listado del catálogo en línea de la ISO:
| Fecha real del cambio | Breve descripción del cambio |
| --------------------- | --- |
| 2019-11-22            | Se suprime la región GH-BA; Se añaden las regiones GH-AF, GH-BE, GH-BO, GH-NE, GH-OT, GH-SV, GH-WN; se actualiza el origen de la lista |
| 2015-11-27            | Se actualiza el origen de la lista |
| 2014-11-03            | Se actualiza el origen de la lista |